# カレル・スヴォボダ (画家)
カレル・スヴォボダ（Karel Svoboda、1824年6月14日 - 1870年9月13日）はチェコの画家である。歴史画を描いた。

## 略歴
プルゼニ州のプラーニツェ(Plánice)で生まれた。両親を早く亡くし、プラハで高校の教師をしていた叔父の家に住み、叔父から哲学や美術を学んだ。1842年にプラハの美術アカデミーでに入学し、1852年までクリスティアン・ルーベンの教室で歴史画を学んだ。
1848年に17世紀のチェコにおける民族運動、「プラハ窓外放出事件」を描いた作品で注目され、イリュリア主義のクロアチアの文学者、リュデヴィット・ガイ（Ljudevit Gaj）に招かれ、ザグレブで数か月過ごし、スラブの人々を描いた。
作曲家、アロイス・イェレン(Alois Jelen)の娘と結婚し1851年にウィーンに移った。ウィーンに移った後もプラハに戻り、Letohrádek královny Anny（アン女王の夏の離宮）に装飾画を描く仕事もした。1863年から1868年はイタリアに滞在した。ボヘミアの歴史や中世の出来事を題材に歴史画を描いた。チェルニウツィーの司教館やウィーン国立歌劇場などの装飾画も描いた 。
ウィーンで没した。

## 作品

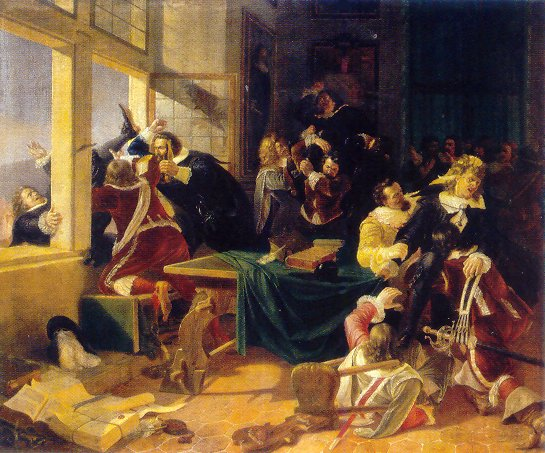
「プラハ窓外放出事件」
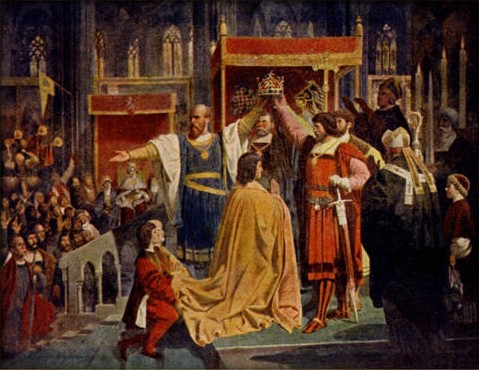
「1438年のアルブレヒト2世の戴冠式」
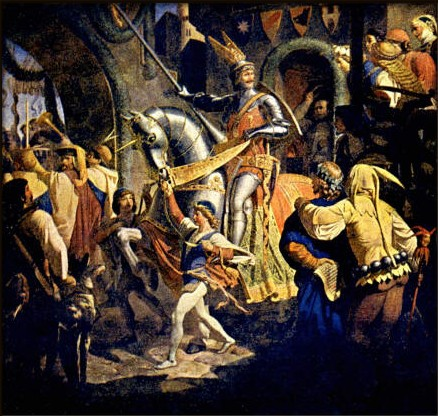
ボヘミア王ヴァーツラフ1世

## 関連図書
- František Xaver Harlas, et al., Otto's Encyclopaedia, Jan Otto, Prague (1906)
- Ladislav Quis: Karel Svoboda – životopisná vzpomínka ze sborníku Vzpomínky na paměť třicetileté činnosti Umělecké besedy 1863—1893 (memoirs of meetings with artists)